# واقع ممتد

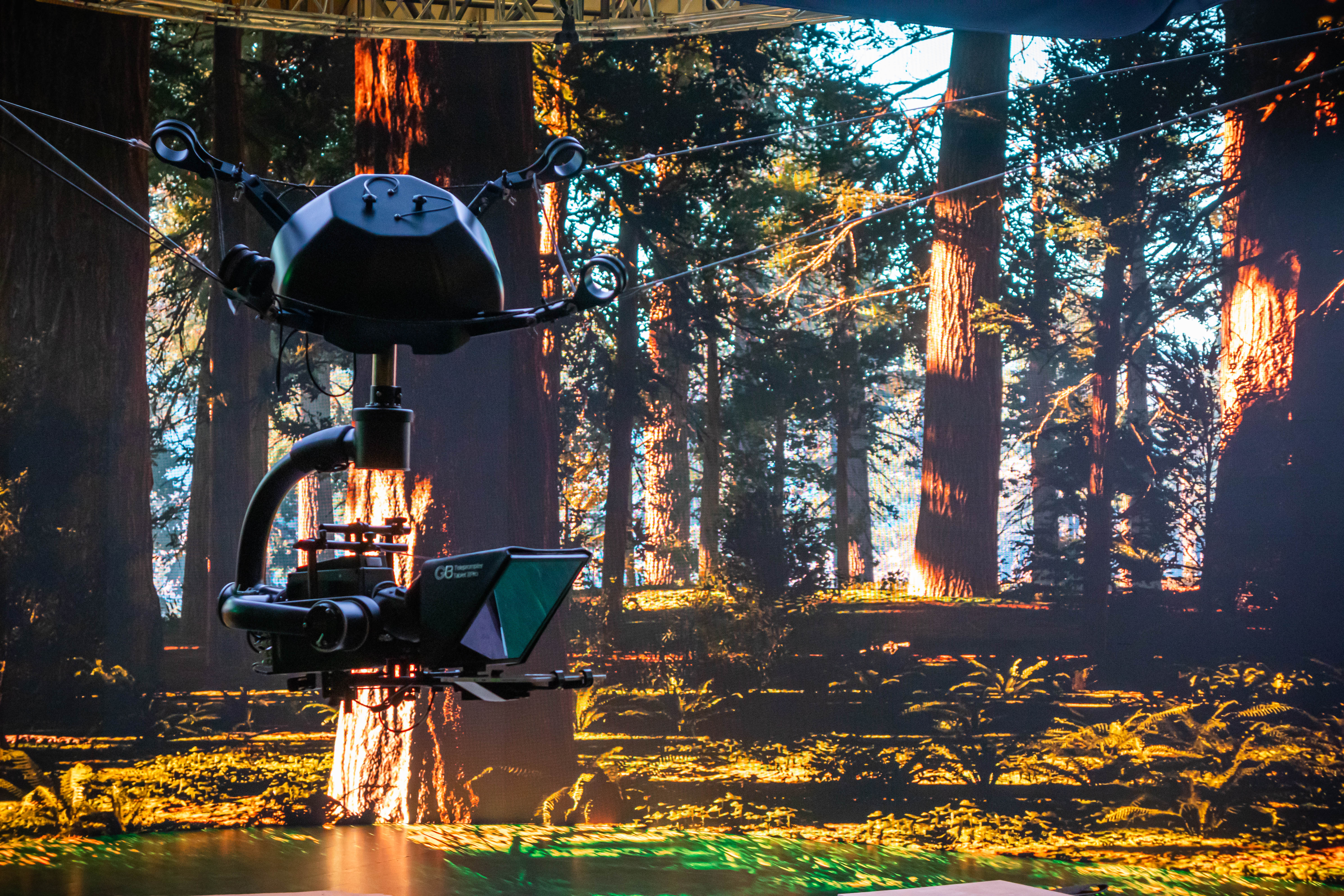
مجموعة واقع ممتد

الواقع الممتد هو مصطلح يشير إلى جميع البيئات المدمجة الواقعية والافتراضية والتفاعلات بين الإنسان والآلة الناتجة عن تكنولوجيا الكمبيوتر والأجهزة القابلة للارتداء ، حيث يمثل "X" متغيرًا لأي تقنيات حوسبة مكانية حالية أو مستقبلية. على سبيل المثال وهو يتضمن أشكالًا تمثيلية مثل الواقع المعزز (AR) والواقع المختلط (MR)  والواقع الافتراضي (VR)  والمناطق المندمجة بينها. تتراوح مستويات الواقعية من المدخلات الحسية جزئيًا إلى الظاهرية الغامرة، والتي تسمى أيضًا بالواقع الافتراضي.
الواقع الممتد هو مجال سريع النمو يتم تطبيقه بمجموعة واسعة من الطرق، مثل الترفيه والتسويق والعقارات والتدريب والعمل عن بُعد.